# یواس‌اس زپلین (۱۹۱۴)
یواس‌اس زپلین (۱۹۱۴) (به انگلیسی: USS Zeppelin (1914)) یک کشتی بود که طول آن ۵۵۰٫۳ فوت (۱۶۷٫۷ متر) بود. این کشتی در سال ۱۹۱۴ ساخته شد.